# Хрватски сабор
Хрватски сабор (до 1990. — Сабор Хрватске) је представнички орган грађана Хрватске и носилац законодавне власти у Републици Хрватској. Хрватски сабор је једнодомни законодавни орган с најмање 100, а највише 160 посланика. Посланици се бирају на темељу општег и једнаког бирачког права на непосредним изборима тајним гласањем, на раздобље од четири године.
Према Уставу Републике Хрватске, Сабор сваке године заседа током два раздобља:
- 15. јануар — 15. јул;
- 15. септембар — 15. децембар.

Изван раздобља редовног заседања, Сабор може заседати и ванредно на захтев председника Републике, Владе или већине посланика. Председник Хрватског сабора може уз претходно прибављено мишљење клубова посланика парламентарних странака, сазвати Хрватски сабор на ванредно заседање.

## Историја Хрватског сабора
Од првих помена народних зборова, преко Сабора као сталешке установе, до савременог представничког тела свега народа, сабори су знак и исказивања независности хрватскога народа. У дугом историјском току они су попримали различита обележја и били стварни показатељ политичког положаја Хрватске већ од 9. века.

### Од народних зборовања до грађанског Сабора 1848. године
Први познати сабор, са сачуваним записником и закључцима, одржан је у Загребу 19. априла 1273. године. Тада је утврђен и назив сабора: Општи сабор читаве Краљевине Славоније, а његове се одлуке називају statuta et constitutiones (одредбе са законском снагом). Одлуке Сабора својим печатом поткрепљивао је бан. На Сабору су донесене одредбе о судовању, дизању општег устанка у одбрани земље, порезима и осталим јавним давањима. Његови су закључци први познати и целовито сачувани закључци Сабора.
С државноправног становишта нарочито је значајан Сабор хрватскога племства одржан у Цетину 1. јануара 1527. године. На цетинском сабору донета је одлука да за хрватскога краља буде изабран Фердинанд, чешки краљ и надвојвода аустријски. Сабор хрватскога племства тим је чином на хрватски престо слободно изабрао Хабсбуршку династију, након века мађарских краљева.
Сабор потом прераста у институционализовану скупштину хрватских сталежа и редова. У њему су се решавала темељна државноправна питања па је он тако постао израз државности тадашње Краљевине Хрватске, Далмације и Славоније. Поред назива из 1273. године, Општи сабор читаве краљевине Славоније, сусрећу се и други називи, док се након 1558. сабор редовно назива Сабор Краљевине Хрватске и Славоније. Од 1681. године пуни је назив, који је задржао у целом феудалном периоду, Сабор Краљевине Хрватске, Далмације и Славоније.
Саборе је сазивао бан, а у његовом раду учествовали су сталежи и редови, а деловао је као својеврсна једнодомна скупштина. Саборници су уживали неповредивост која им је била загарантована тзв. слободним пролазом. Сабори су се сазивали најчешће једанпут или два пута на годину, а у доба рата и чешће.
На право самосталног бирања краља, осим 1527., сталежи су се позвали и 1712. године. Хрватски сабор тада је донео одлуку да се наследно право преноси и на женску лозу хабсбуршке династије. То је познато као Прагматичка санкција или Установа о женском наследству хабсбуршке куће у Краљевини Хрватској.
Хрватским језиком у Сабору први пут проговорио је његов заступник 1843. године. Знаменити говор о потреби увођења народнога језика у јавни живот одржао је Иван Кукуљевић Сакцински.
Зачетак је то све израженијих захтева за неговањем народног језика и културе, уз постепено превладавање свести о пуној управној самосталности и посебном правном положају Хрватске. На заседању 1847. године (Последњем сталешком сабору) хрватски језик проглашен је „дипломатичким“, тј. службеним, а до тада је званични језик у Сабору био латински.

### Хрватски грађански сабор 1848—1918
Укидањем феудализма 1848. године, нестало је и сталешког Сабора.
Сабор је отада био утемељен на новој, социјалног основи, а посланици више нису представљали сталеже, него грађане. Тиме је започело ново раздобље у историји Сабора које је трајало до 1918. године, када је уласком у југословенску државу, Хрватска остала без свога представничког тела више од две деценије.
Након "револуционарне“ 1848. године до губитка сопственог представничког тела, у Хрватској су се обликовале и прве модерне странке. Низ блиставих посланичких говора сведочи о националној и државноправној свести, али и жељи водећих друштвених снага у Хрватској да политичким оквиром осигурају услове у којима ће моћи саме одлучивати о укључивању Хрватске у европске развојне процесе. Колико је Сабор у то време био не само политички, него и интелектуални репрезент, говори чињеница да је Сабор сазван 1861. године прозван „великим“ и „најинтелектуалнији“ Сабором.
Том приликом донет је и закон према којем Угарска мора признати земљишну целовитост те самосталност Хрватске у пословима управе, судства, школства и богоштовља.
Лист Србски дневник 1869. овај сабор назива србохрватским сабором у Загребу.
Као носилац суверенитета на читавом ондашњем територији Хрватске, Сабор доноси историјску одлуку 29. октобра 1918. године о раскиду стољетних државноправних веза Хрватске с краљевином Угарском и царевином Аустријом. Истовремено је одлучено ио приступању Хрватске новој Држави Словенаца, Хрвата и Срба уз признавање врховне власти Народног вијећа.
Последњи председник Сабора био је Богдан Медаковић (на функцији од 1906)

### Народни сабор 1944—1947.
Након 1918. године Сабор је по први пут сазван 1942. године. Током ове године Сабор се састао три пута, сазивао га је Анте Павелић, усташки поглавник Хрватске (НДХ), успостављен вољом Немачке и Италије. Дана 10. априла 1941. године иако је у раду тадашњег сабора учествовало 150 од 207 позваних особа (изабраних на изборима 1938, чланови Хрватске странке права, усташки челници и представници Немачког Рајхстага — парламента). Сабор је требало да буде само позорница за проглашавање политике НДХ, без стварне власти коју је у целости имао Анте Павелић. Рад Сабора у раздобљу НДХ угасио се исте године које је и сазван након двадесетогодишњице странке 1942. године.
За време Другог светског рата на подручју Хрватске под контролом антифашистичког покрета, антифашистичко веће НОБ-а (ЗАВНОХ) је обављало законодавну и извршну власт. Током 1945. године ЗАВНОХ почиње издавати законске акте. Потом се састаје на своме четвртом заседању у саборници на Марковом тргу у Загребу. Тога дана доноси закон о промени свога имена у Народни сабор Хрватске, да би нагласио историјски континуитет хрватског законодавног тела као представника државног суверенитета Хрватске

### Сабор СР Хрватске од 1947. до 1990.
Први Устав Народне Републике Хрватске 1947. године дефинисао је Сабор као једнодомни врховни орган републичке власти. Након тога, устројство и структура Сабора често су мењани. Тако се Уставним законом из 1953. године Сабор састојао од два дома: Републичког већа и Већа произвођача. Уставом Социјалистичке Републике Хрватске из 1963. године чинило га је пет већа: Републичко, Привредно, Просветно-културно, Социјално-здравствено и Организационо-политичко. Уставним амандманима из 1971. године проширен је круг права и дужности Републике Хрватске унутар федерације, па је исте године основано и Председништво Сабора Социјалистичке Републике Хрватске као нови орган власти које поред осталог представља Републику Хрватску у иностранству.
Устав из 1974. године Сабор одређује као „орган друштвеног самоуправљања и највиши орган власти“. Сабор је тада имао три већа: Веће удруженог рада са 160 посланика, Веће општина у коме је свака општина и заједница општина имала по једног делегата, те Друштвено-политичко веће са 80 посланика.
Иако је у раздобљу од 1947. до 1990. године у свим уставним тековинама означаван као највиши орган државне власти, Сабор то практично није ни био, него је стварна власт тадашњег једнопартијског система била концентрисана у Централни комитет (Комунистичке партије) Савеза комуниста Хрватске и СК Југославије.

### После 1990.
Први демократски вишестраначки избори у Републици Хрватској спроведени су 1990. године. На темељу Устава из исте године Сабор има два дома — Представнички и Жупанијски дом. Сабор је још до 1992. године задржао састав од пре дефинисања три већа, а 1993. године успостављен је жупанијски дом као регионално-представнички орган у којем је с по три посланика била представљена свака жупанија. Изворна верзија Устава налаже да председник може да именује до пет заступника у жупанијски дом, а поред тога он по истеку мандата постаје доживотни заступник по праву ако се сам истог не одрекне. Сабор до данас мења назив још два пута: 1997. године Хрватски државни сабор, а 2002. године у Хрватски сабор. Уставним променама 2001. године укинут је Жупанијски дом, а Сабор постаје једнодоман.

## Девети сазив Хрватског сабора
Девети сазив Хрватског сабора изабран је на деветим парламентарним изборима одржаним 11. септембра 2016. године. На тим изборима, изабрана су 151 посланика, а изборне листе су добиле следећи број мандата:
| ХДЗ и партнери                                        | 91 | Хрватска демократска заједница (ХДЗ)         | 59 |                                           |    |
| ХДЗ и партнери                                        | 91 | Мост независних листа (МОСТ)                 | 13 |                                           |    |
| ХДЗ и партнери                                        | 91 | Хрватска сељачка странка (ХСС)               | 5  |                                           |    |
| ХДЗ и партнери                                        | 91 | Самостална демократска српска странка (СДСС) | 3  |                                           |    |
| Милан Бандић 365 (МБ365)                              | 2  |                                              |    |                                           |    |
| Хрватска социјално-либерална странка (ХСЛС)           | 1  |                                              |    |                                           |    |
| Хрватска демокршћанска странка (ХДС)                  | 1  |                                              |    |                                           |    |
| Хрватска странка умировљеника (ХСУ)                   | 1  |                                              |    |                                           |    |
| Демократска заједница Мађара Хрватске (ДЗМХ)          | 1  |                                              |    |                                           |    |
| Савез Албанаца Хрватске (САХ)                         | 1  |                                              |    |                                           |    |
| Независни                                             | 4  | Опозиција                                    | 60 | Социјалдемократска партија Хрватске (СДП) | 38 |
| Хрватска народна странка - либерални демократи (ХНС)  | 9  | Опозиција                                    | 60 |                                           |    |
| Живи зид (ЖЗ)                                         | 4  | Опозиција                                    | 60 |                                           |    |
| Истарски демократски сабор (ИДС)                      | 3  | -                                            | 3  |                                           |    |
| Промијенимо Хрватску (ПХ)                             | 2  | -                                            | 2  |                                           |    |
| Хрватска странка умировљеника (ХСУ)                   | 1  | -                                            | 1  |                                           |    |
| Увијек франкери                                       | 1  | -                                            | 1  |                                           |    |
| Хрватски демократски сабор Славоније и Барање (ХДССБ) | 1  | -                                            | 1  |                                           |    |
| Независни                                             | 1  |                                              |    |                                           |    |

#### Руководство
- Председник:
  - (ХДЗ)Гордан Јандроковић
- Потпредседници
  - Милијан Бркић (ХДЗ)
  - Жељко Реинер (ХДЗ)
  - Миланка Опачић (СДП)
  - Иван Врдољак (ХНС)

## Радна тела Сабора
Радна тела Хрватскога сабора су одбори и комисије основана Пословником Хрватскога сабора. У радном телу Сабора расправља се о предлозима и подстицајима за доношење закона и других аката те о другим питањима из делокруга Сабора; прати се, у оквиру делокруга радног тела, рад Владе и других тела чији рад надзире Сабор у складу са Уставом и законом; расправља се о извештајима органа и установа која она на основу закона подносе Сабору; након спроведене расправе заузима се становиште, односно утврђују се предлози аката и о томе се извештава Сабор; расправља се о представкама и предлозима које грађани подносе Сабору.
Сабор има 29 одбора и комисија:
1. Одбор за Устав, Пословник и политички систем
2. Одбор за законодавство
3. Одбор за спољну политику
4. Одбор за унутрашњу политику и националну безбедност
5. Одбор за одбрану
6. Одбор за финансије и државни буџет
7. Одбор за привреду
8. Одбор за туризам
9. Одбор за људска права и права националних мањина
10. Одбор за правосуђе
11. Одбор за рад и социјално партнерство
12. Одбор за здравство и социјалну заштиту
13. Одбор за породицу, омладину и спорт
14. Одбор за Хрвате изван Републике Хрватске
15. Одбор за ратне ветеране
16. Одбор за просторно уређење и градитељство
17. Одбор за заштиту животне средине
18. Одбор за образовање, науку и културу
19. Одбор за пољопривреду, рибарство и рурални развој
20. Одбор за регионални развој, шумарство и водопривреду
21. Одбор за поморство, саобраћај и везе
22. Одбор за избор, именовања и управне послове
23. Одбор за представке и притужбе
24. Одбор за међупарламентарну сарадњу
25. Одбор за европске интеграције
26. Одбор за информисање, информатизацију и медије
27. Одбор за равноправност полова
28. Одбор за локалну и подручну (регионалну) самоуправу
29. Мандатно-имунитетска комисија